# 更糟就是更好
更糟就是更好（英語：Worse is better）是由理查·加百烈在他的文章"Worse is better"中用來描述電腦軟體接受度的成句。
其觀點為，軟體的品質（受歡迎的程度）並不隨著功能的增加而提高，從實用性以及易用性來考慮，功能較少的軟體反而更受到使用者和市場青睞。

## 源由
理查·加百烈當時是一名Lisp程式設計師，1989年在他的"Lisp: Good News, Bad News, How to Win Big"（Lisp：好消息，壞消息，如何贏得大）一文中提出這個概念。該文章有一段標題為"The Rise of 'Worse is Better'"（「更糟就是更好」的崛起）的章節，傑米·加文斯基在加百烈於Lucid Inc.的文件中發現它並電郵寄給朋友和大學同事，因而在1991年開始廣傳。